# ノルマンディー米軍英霊墓地
ノルマンディー米軍英霊墓地（ノルマンディーべいぐんえいれいぼち、英: Normandy American Cemetery and Memorial）はフランスのノルマンディー地方のコルヴィル・シュル・メールに存在する第二次世界大戦においてヨーロッパ戦線で戦死した米軍兵士を祀る墓地及び同英霊への顕彰施設である。

## 沿革
米国陸軍第一軍は1944年6月8日、戦死した米国兵士のための仮墓地を建立した。これは第二次世界大戦において米軍がヨーロッパの地に建立した最初の英霊墓地である。現在の墓地は戦後になって最初の設置地から東側の近距離の場所に移設されたものである。フランス政府は米政府に対し英霊墓地として使用される特別の恒久的租借地を無賃料・無税で提供してきた。同様の措置はその他のすべてのフランスに存在する第一次世界大戦及び第二次世界大戦の米軍英霊墓地にたいしても適用されている。本墓地は米国政府によって、すべての軍人および海外で雇用された文民を財政的に支援することを目的に定められた連邦法に依拠して維持管理されている。今日アメリカ合衆国の国旗が常に墓地の上空にたなびいている。

## 解説
墓地はノルマンディー上陸作戦で連合国が上陸した海岸であるオマハ・ビーチとイギリス海峡が見渡せる断崖の上に位置している。墓地の面積は70ヘクタールで、9,387人の米国兵士の英霊が眠っており、そのほとんどは上陸作戦とそれに引き続いた第二次世界大戦の軍事作戦において戦死した人々である。このほか、1942年初頭にフランス上空で撃墜された陸軍航空隊の兵士と数人の米国人女性の墓も存在する。国外米国軍人墓地に埋葬されているのは外国で戦死した兵士のごく僅かに過ぎない。仮の埋葬期間が過ぎた時に、決定を下す資格のある最近親者は、自分の最愛の者を米国内の恒久的な埋葬用の墓地に改葬するか、もしくは最も近い国外の墓地に埋葬するかを決断することになっている。

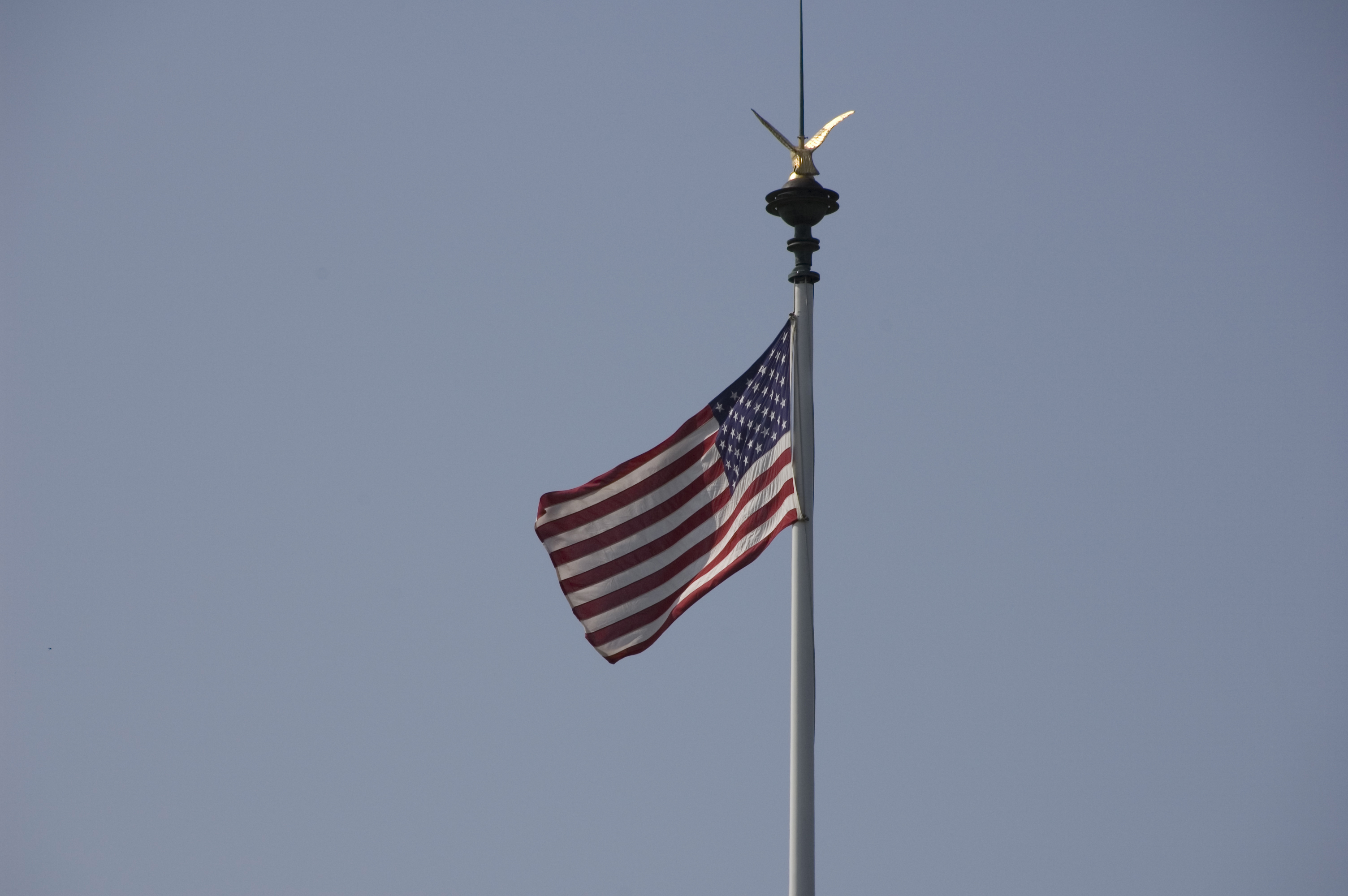
掲げられている米国旗
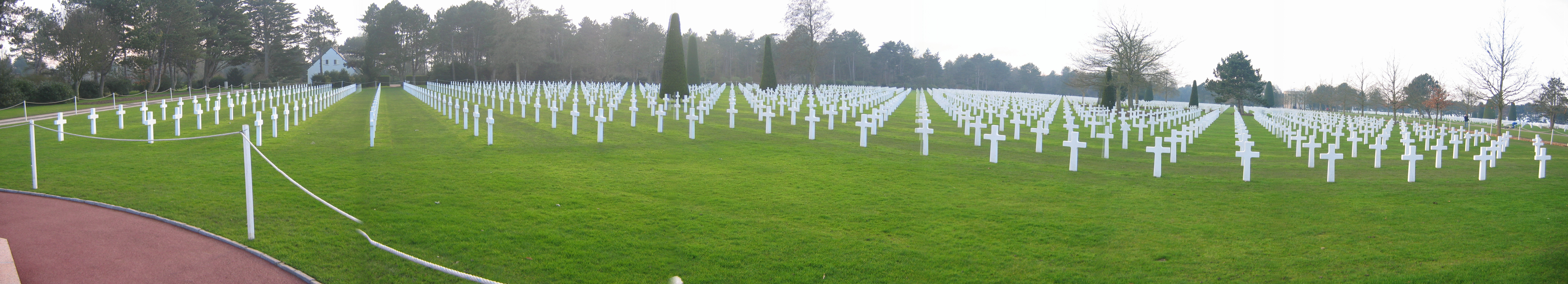
墓地全貌
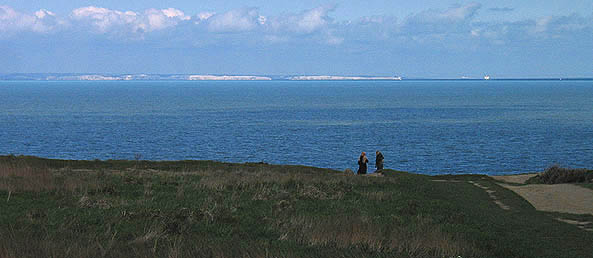
フランス側から展望したイギリス海峡

## 被葬者
埋葬されている戦没者にはセオドア・ルーズベルト大統領の子息であるセオドア・ルーズベルト・ジュニアを含む3名の名誉勲章の受勲者が含まれる。墓地が改修されたのち、ルーズベルト大統領のもう一人の息子で第一次世界大戦において戦死したクエンティン・ルーズベルトの遺体は掘り起こされ兄の隣に改葬された。

### 著名な被葬者
- レスリー・J・マクネア（英語版）大将：陸軍大将、第二次世界大戦で戦死した二名の最高位の階級の米軍人の一人
- ジミー・W・モンティース（英語版）中尉：名誉勲章受勲者
- ナイランド兄弟のうちのプレストン少尉とロバート二等軍曹[2]。映画『プライベート・ライアン』のライアン兄弟のモデルとなった兄弟である。
- フランク・D・ペーゴリー（英語版）二等軍曹：名誉勲章受勲者[3]
- セオドア・ルーズベルト・ジュニア（英語版）准将：セオドア・ルーズベルト大統領の子息で名誉勲章受勲者
- クエンティン・ルーズベルト（英語版）少尉：セオドア・ルーズベルト大統領の子息で第一次世界大戦で戦死した飛行士

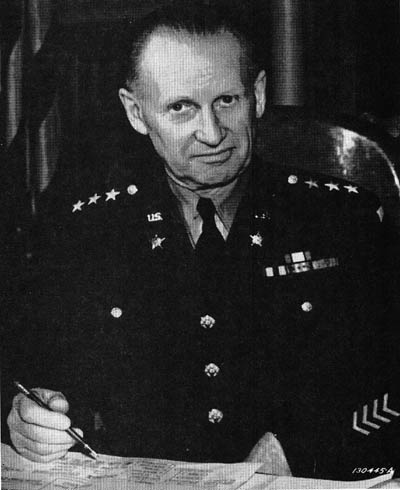
レスリー・J・マクネア大将
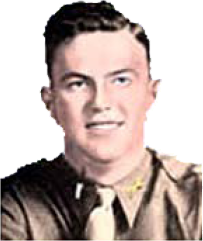
ジミー・W・モンティース中尉
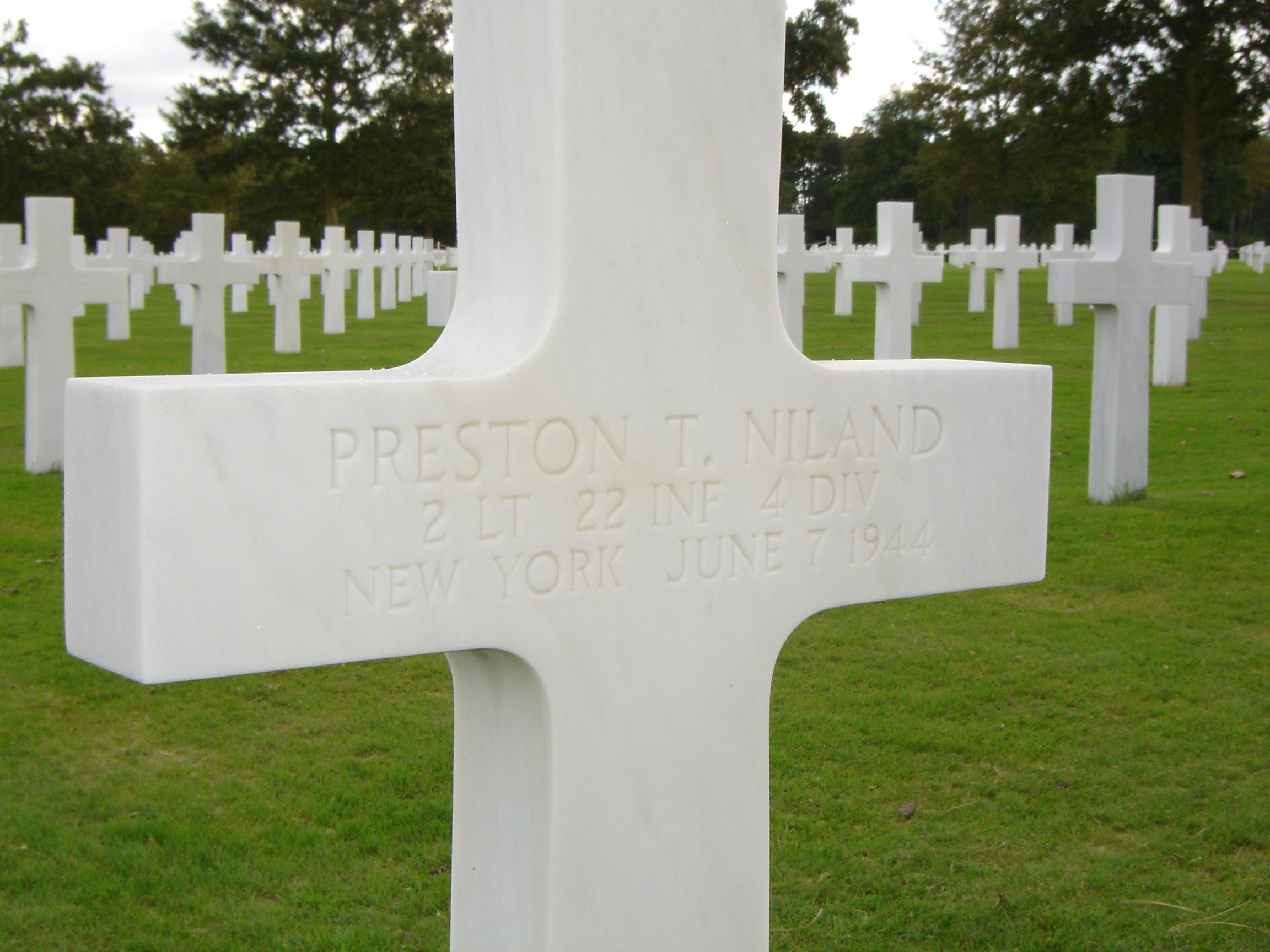
プレストン・ナイランド少尉の墓
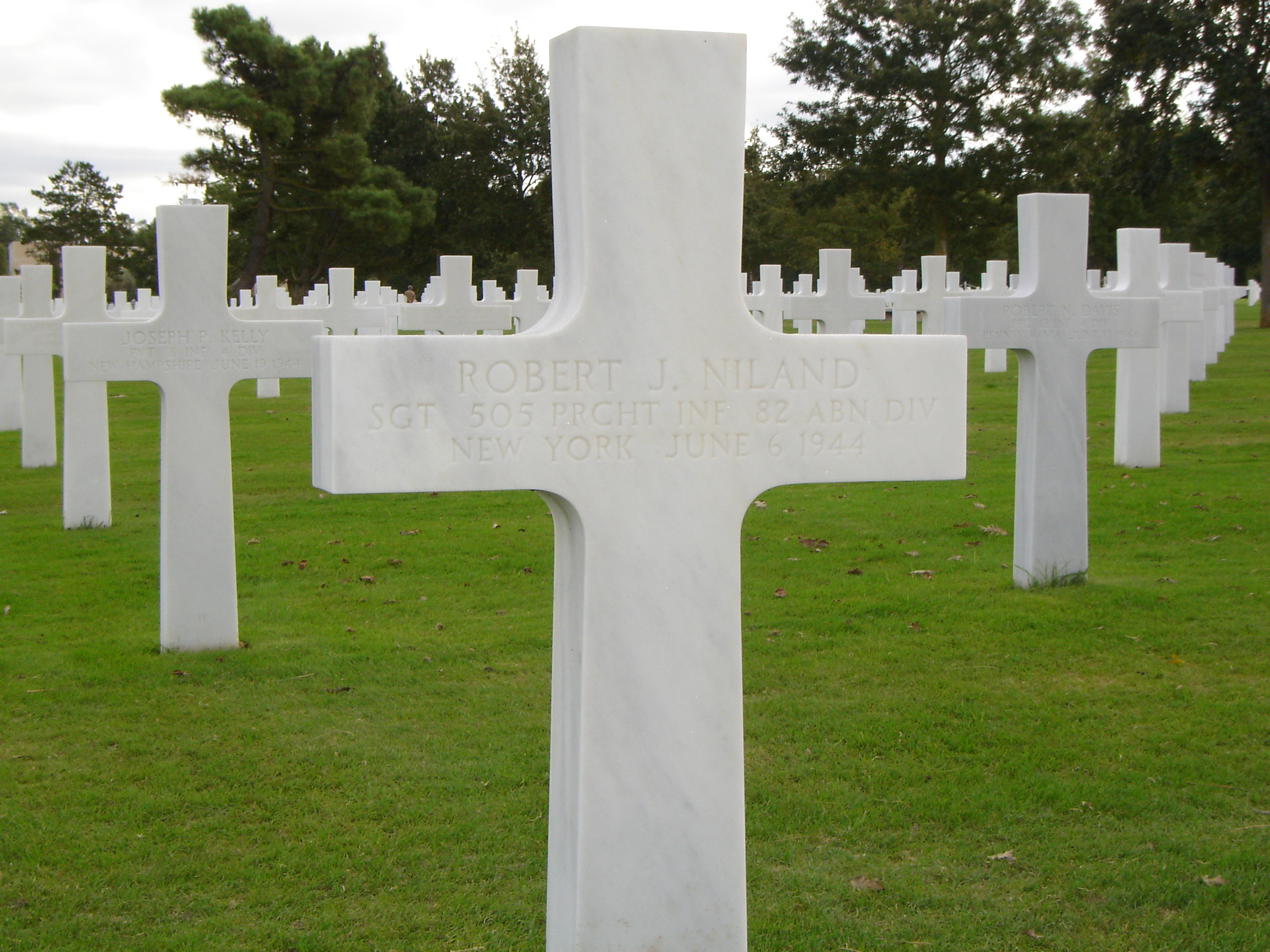
ロバート・ナイランド二等軍曹の墓
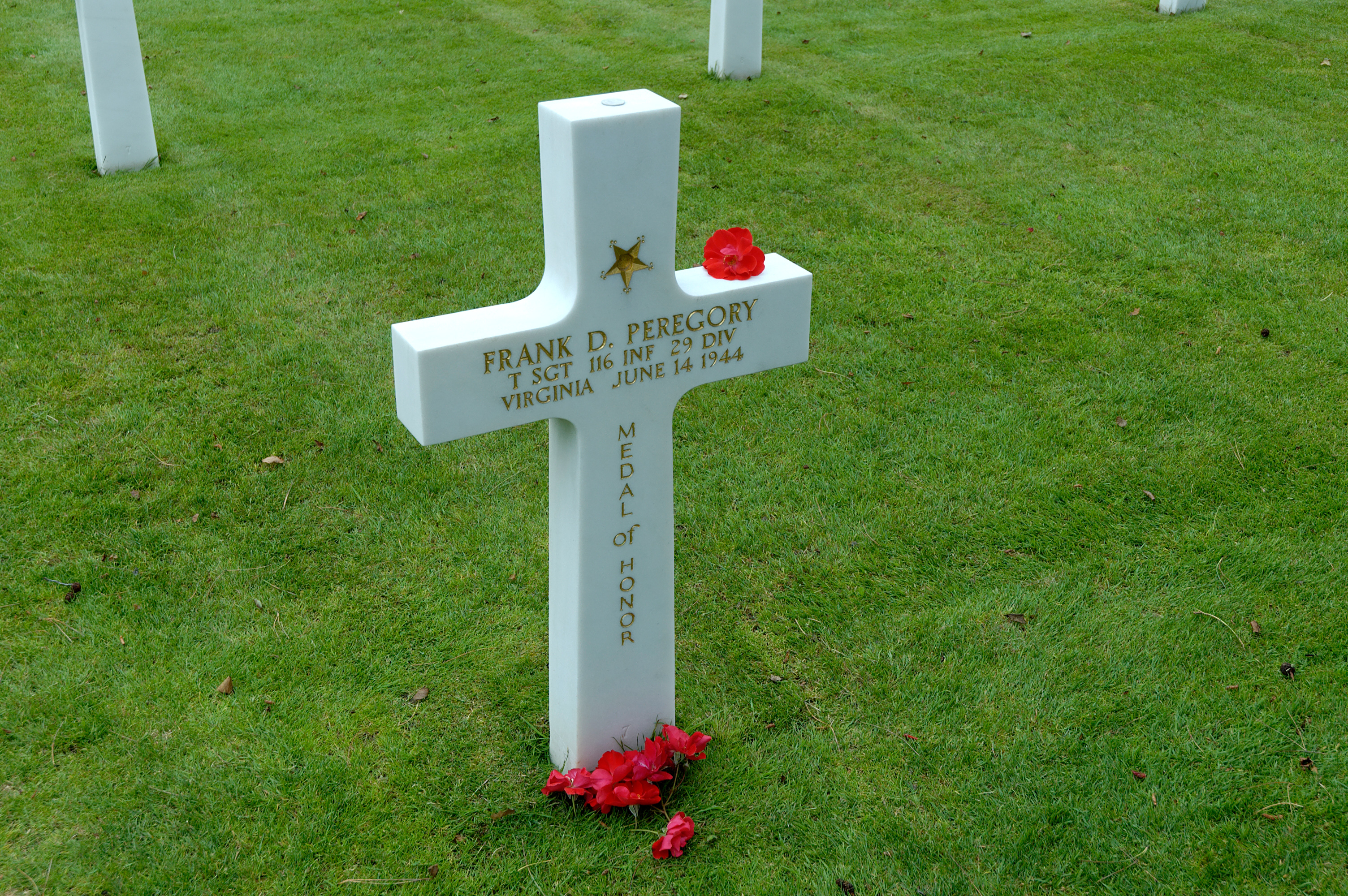
フランク・D・ペーゴリー二等軍曹の墓
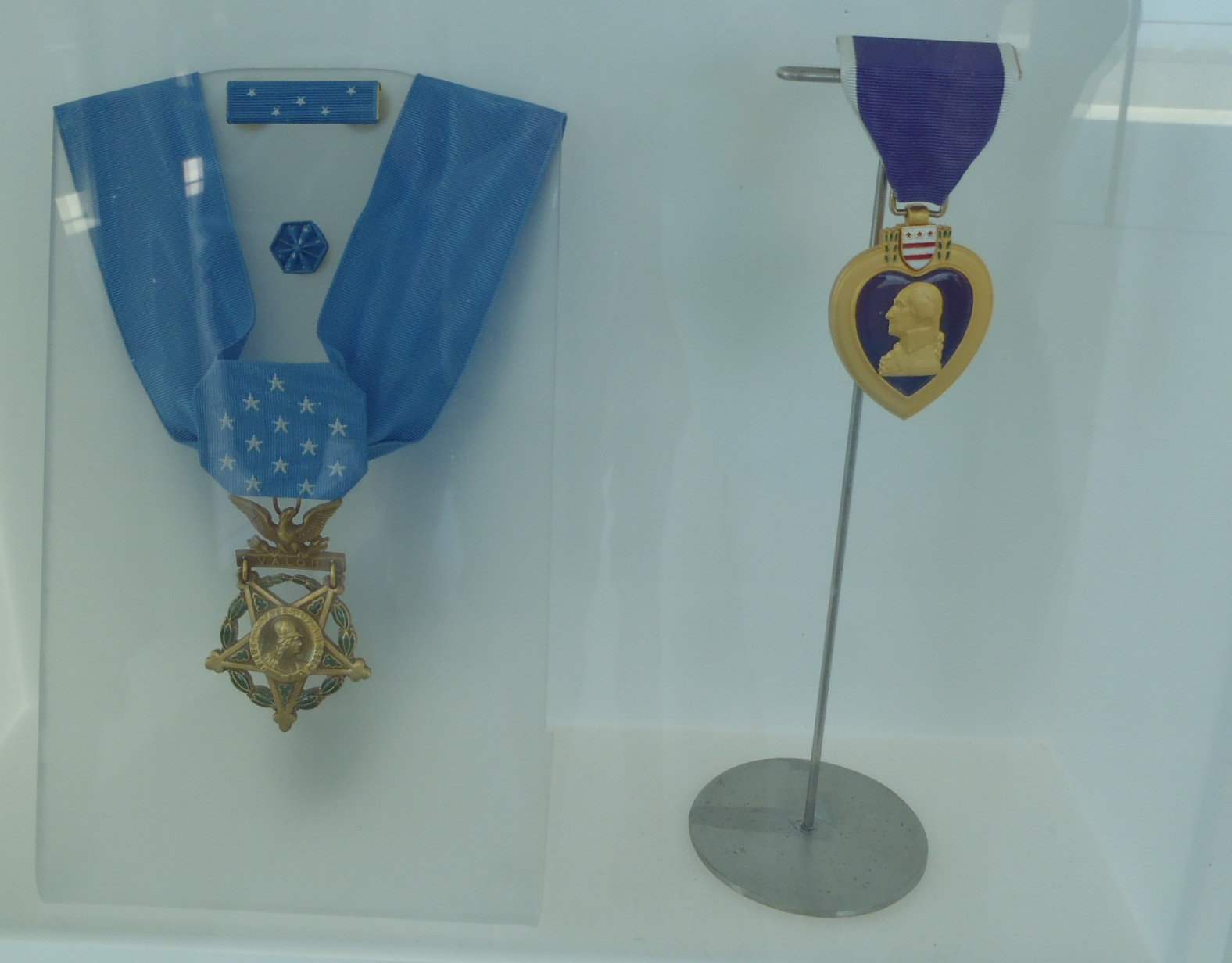
フランク・D・ペーゴリーに与えられた名誉勲章
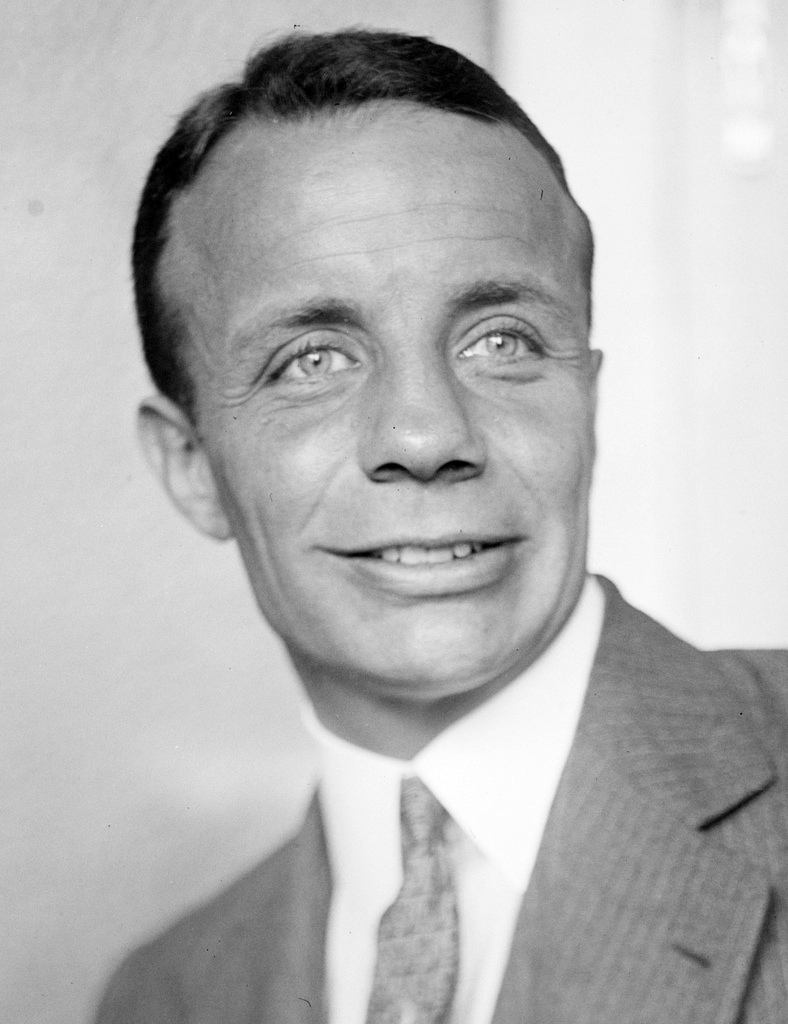
セオドア・ルーズベルト・ジュニア准将
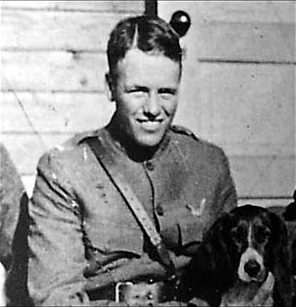
クエンティン・ルーズベルト少尉

## 戦没者の顕彰施設
ノルマンディー作戦で国家のために命を捧げたが遺体を発見できなかったもしくは身元が判明しない1,557名については記念碑の東側に位置する半円状の庭園の壁に氏名が刻まれている。この施設は各端に軍事作戦についての地図と説明文が設置されているロッジアが設けられた半円状のコロネードからなっている。コロネードの中心部分には「波の中から立ち上がるアメリカの若者の精神」と名付けられた22フィートのブロンズ像が設置されている。西側には施設に面して、直前にリフレクティング・プールがあり、そこから先に両面に墓地が広がる散歩道が続き、そして前方に円形の礼拝堂が存在する。そしてさらに礼拝堂の裏を進むと正面に米国とフランスを象徴する寓話の彫像がある。そして施設に戻り海岸に向かって北へ進むと、その場所から俯瞰した海岸とノルマンディ上陸作戦を描いた眺望図盤がある。施設は米国における当墓地への最短距離の場所、すなわちメイン州のイーストポートとルーベックの間の一地点の方向に向いて建てられている。

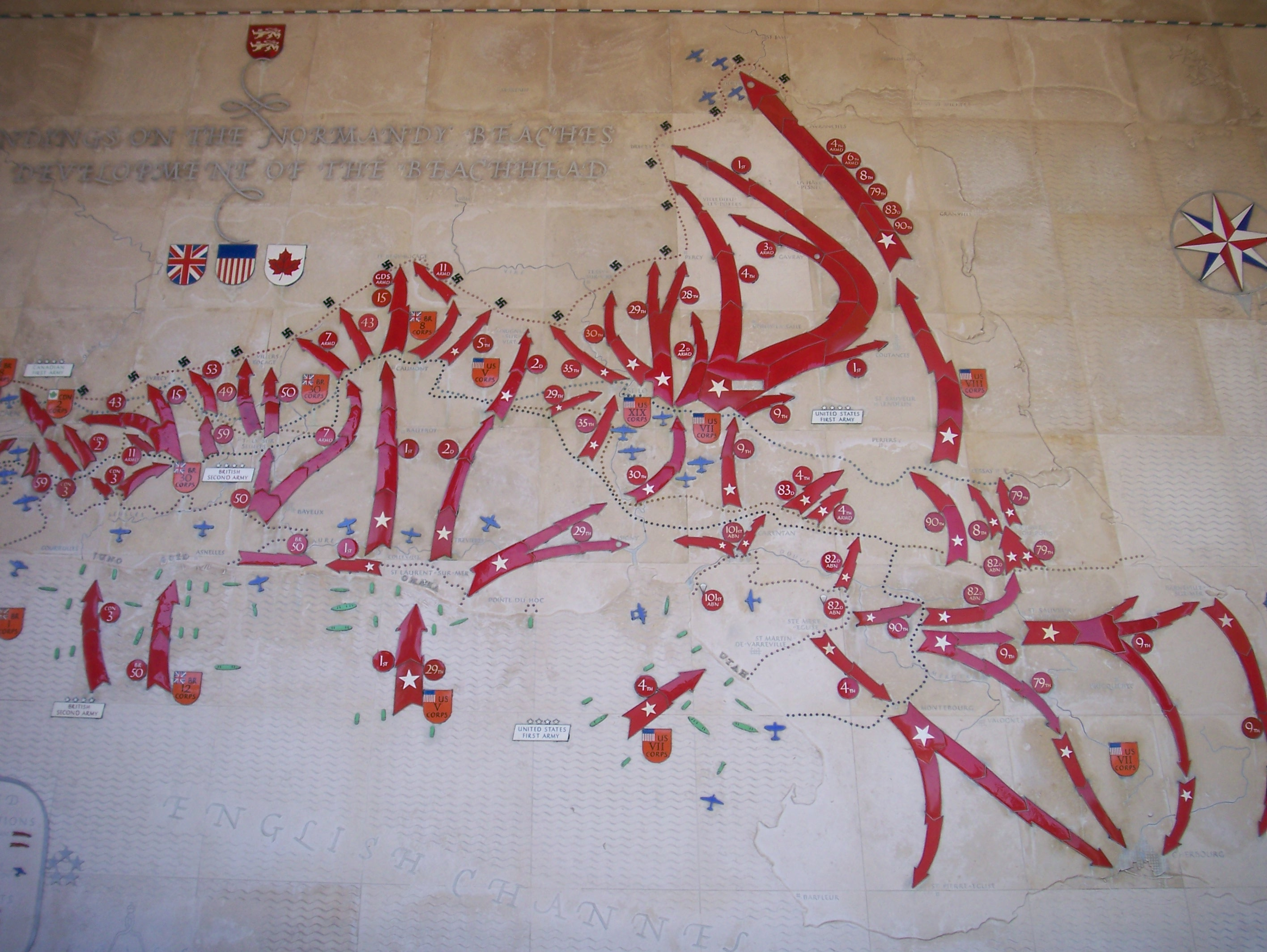
軍事作戦についての地図
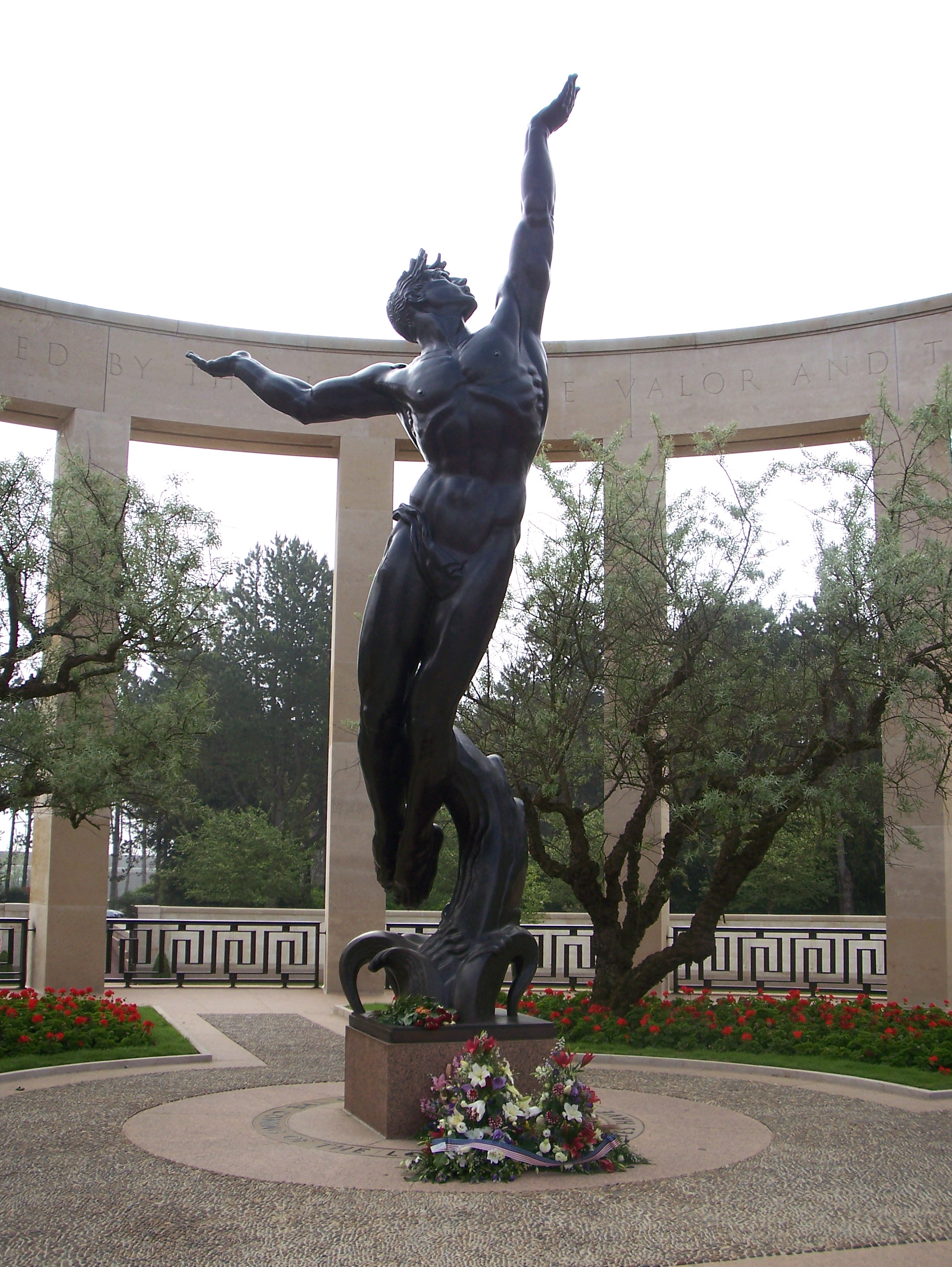
「波の中から立ち上がるアメリカの若者の精神」の像
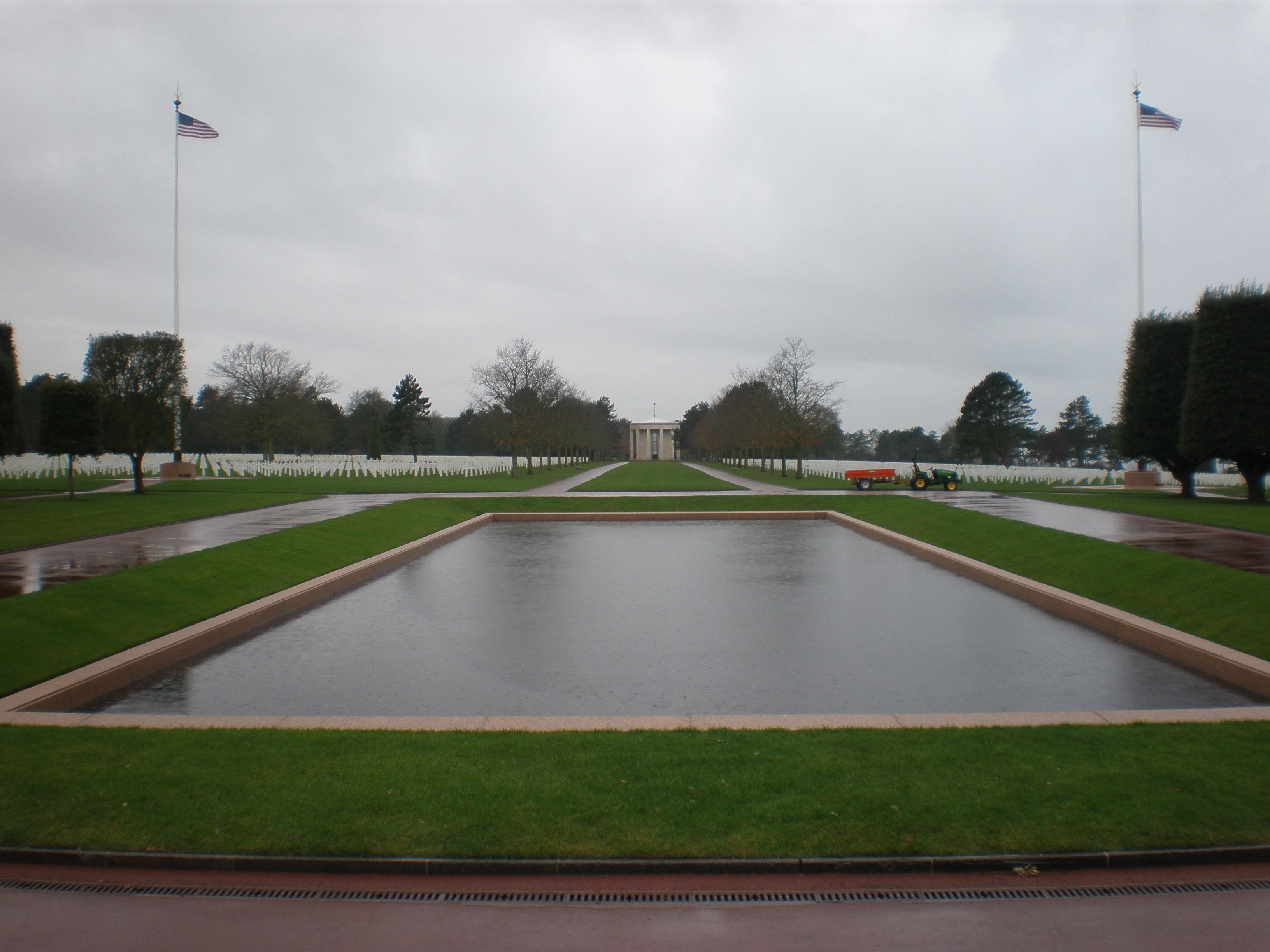
リフレクティング・プール
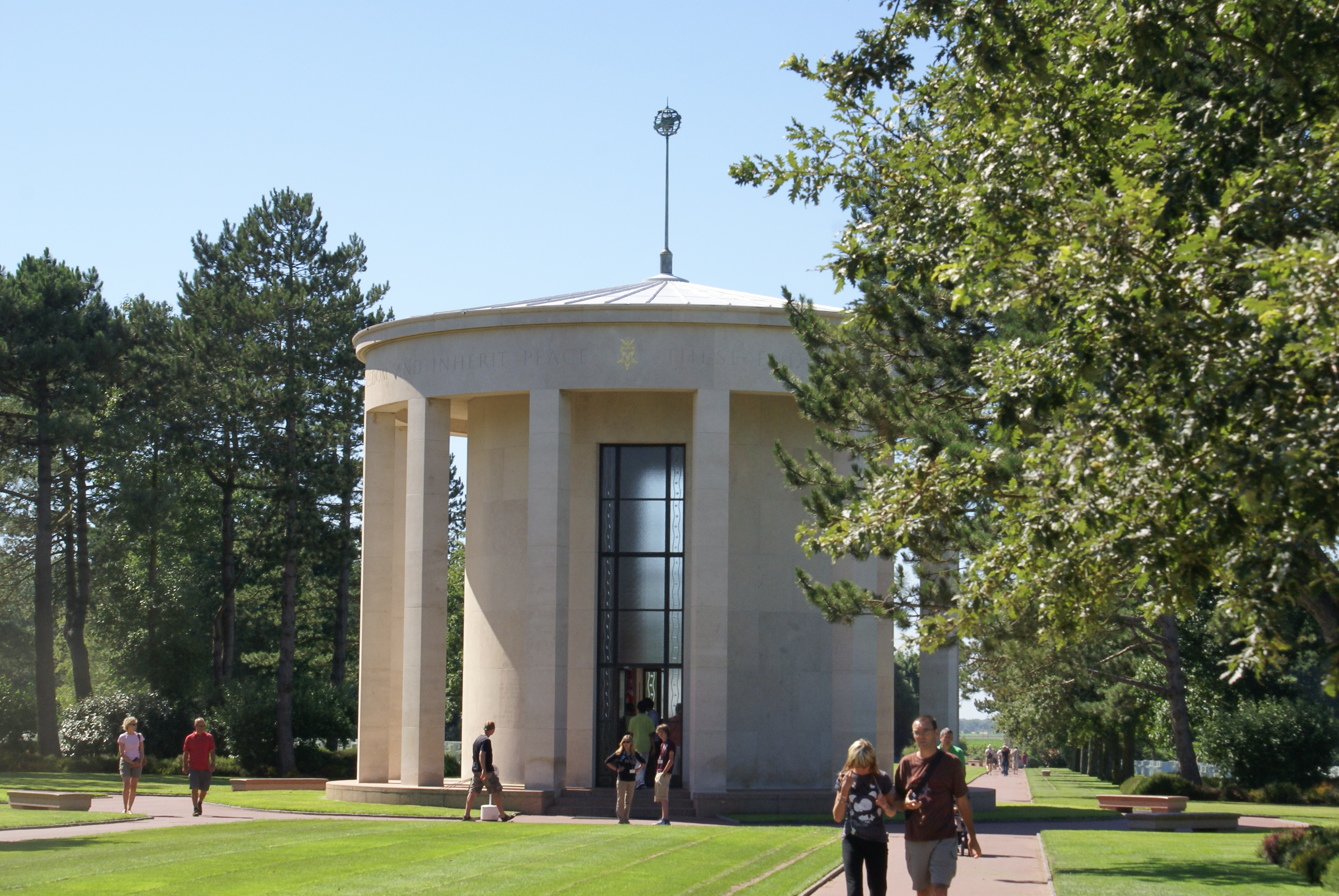
礼拝堂
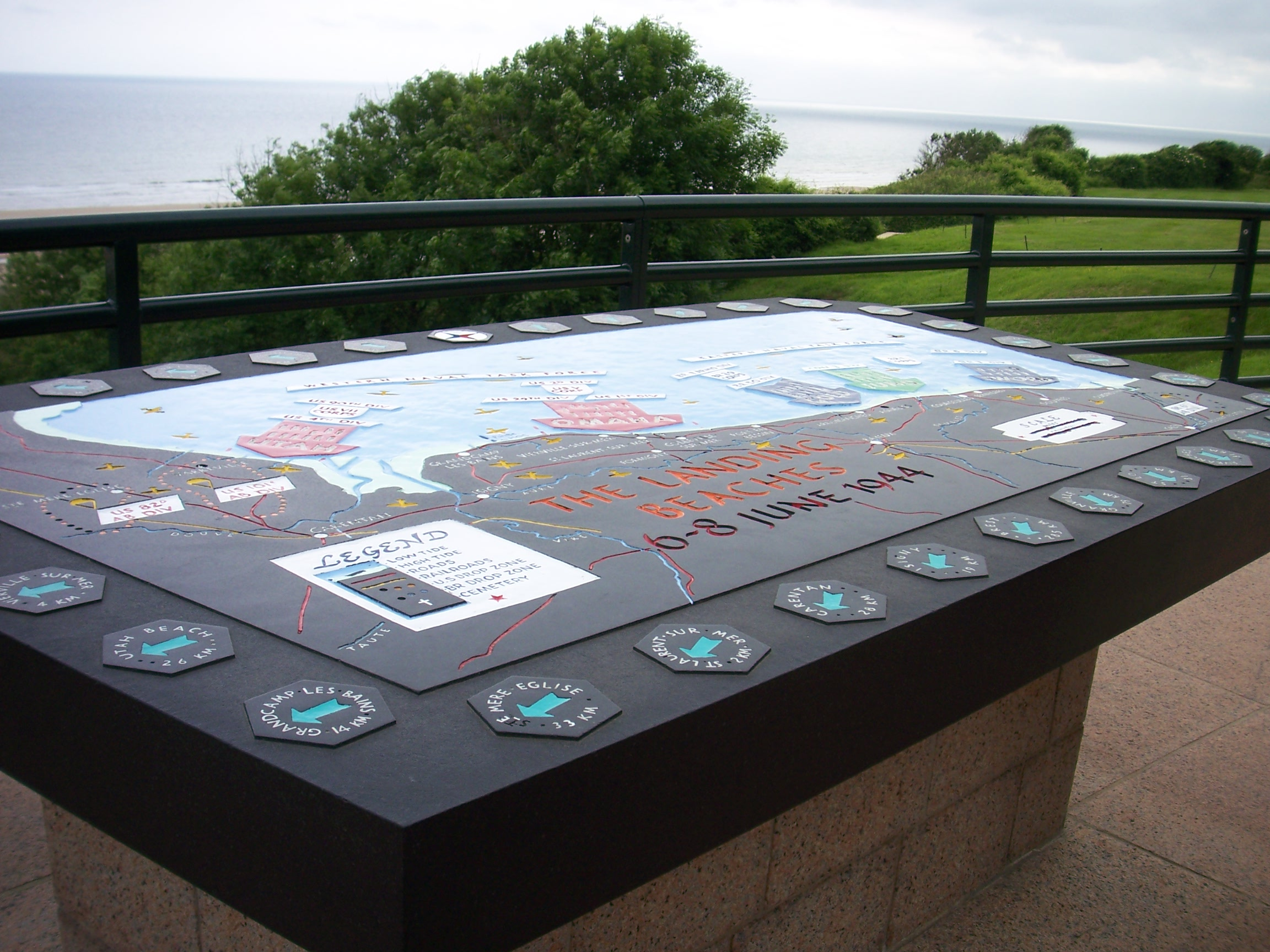
眺望図盤

## タイム・カプセル
玄関から正面にのびる並木道を挟んで旧来観者施設の反対側の芝生の下に、ノルマンディー上陸作戦が行われた1944年6月6日の新聞記事が封印されたタイムカプセルが埋められている。カプセルの上には「2044年の6月6日に開封のこと」と刻まれたピンクの花崗岩の板が被せられている。石版の中央には陸軍元帥の五つ星と碑文で飾られた青銅の飾り板が設置されている。碑文には「ドワイト・D・アイゼンハワー元帥とその指揮下の軍を記念して。1944年6月6日のノルマンディー上陸作戦の新聞記事が入れられているこの封印されたカプセルは1969年6月6日に本地を訪れた記者により設置された」と刻まれている。

## 大衆文化

### 映画
- ホラー映画『オーメン』(1976年)において、墓地は無数の墓の傍に立つ「ダミアン」のポスターの撮影場所に使われた[5]。
- 映画『プライベート・ライアン』(1998年)において作品の最初と最後の場面において、第二次世界大戦参戦兵士ジェームズ・フランシス・ライアン二等兵が家族を伴って登場するシーンで墓地は重要な背景としてに使われている。

映画の最初のシーンでトム・ハンクス演じるジョン・ミラー大尉の墓に向かって進んでいく。
最後の場面でライアンは墓参りをしてそして妻に自分が素晴らしい人生を生きたのか、そしてよい夫であったかを訊ねるのである。
（墓とジョン・ミラー大尉はともに現実には存在しない。ミラー大尉の墓石は撮影のために墓地内に新たに設置されたものである。）
『プライベートライアン』の物語は、兄弟の内2名が墓地に埋葬されているナイランド兄弟の物語が下地になっている。下記に記してある参考図書にはまた5人の兄弟が全員戦死した「ジュノウ兄弟の悲劇」が紹介されている。

### 音楽
- 『交響曲プレリュード：コルヴィル＝シュル＝メールの墓地）』 - 作曲マーク・キャンプハウス（英語版）。

曲は、一般的に楽団により演奏され、ゆっくりした前奏、そしてモデラート・テンポの部分に続いて荘厳な終楽章で完結する一連の手法で戦いを描写している。

## 参照
- ノルマンディーの戦没者墓地の一覧（英語版）

## 参考図書
- Sledge, Michael (2005). Soldier Dead: How We Recover, Identify, Bury, and Honor Our Military Fallen. New York: Columbia University Press. ISBN 9780231509374. OCLC 60527603